# Dama y obrero
Dama y obrero (Dama e o Operário) é uma telenovela chilena exibida pela TVN no Chile.

## Elenco
- María Gracia Omegna como Ignacia Villavicencio
- Francisco Pérez-Bannen como Julio Ulloa
- César Sepúlveda como Tomás Ahumada
- Magdalena Max-Neef como Engracia Hurtado
- Delfina Guzmán como Alfonsina Cardemil
- Elisa Zulueta como Mireya Ledesma
- Edgardo Bruna como Mariano Villavicencio
- Josefina Velasco como Gina Ulloa
- Carmen Disa Gutiérrez como Margarita Ulloa
- Gabriel Prieto como Olegario Ledesma
- Emilio Edwards como Christopher "Neto" Lara
- Santiago Tupper como José Manuel Ortúzar
- Nicolás Oyarzún como Rubén Villavicencio
- Silvana Salgueiro como Irene Ulloa
- Daniela Palavecino como Trinidad Santana

### Participações especiais
- Erto Pantoja como Ramón Molina
- Francisca Hurtado como Olga "Olguita"
- Claudia Hidalgo como Cecilia Flores
- Camila Leyva como Teresa
- Patricio Andrade
- Américo

## Versões
- Em 2013, uma versão americana da telenovela intitulada Dama y obrero produzida pela Telemundo. Foi protagonizada por Ana Layevska, José Luis Reséndez e Fabián Ríos.